# Piers Sellers
Piers John Sellers (11 de abril de 1955-23 de diciembre de 2016) fue un meteorólogo británico-estadounidense, astronauta de la NASA y Director de la División de Ciencias de la Tierra de la NASA/GSFC. Fue veterano de tres misiones de transbordadores espaciales. Sellers asistió a la Escuela Cranbrook, de Cranbrook, Kent, Reino Unido, hasta 1973, y obtuvo una licenciatura en Ciencias ecológicas de la Universidad de Edimburgo en 1976. En 1981 obtuvo un doctorado en biometeorología de la Universidad de Leeds. En 2011, Sellers se retiró del Cuerpo de Astronautas de la NASA.

## Vida personal
Sellers nació en Crowborough, Sussex, y fue el segundo de los cinco hijos de Lindsey Sellers. Su educación comenzó en la escuela preparatoria Tyttenhanger Lodge en Seaford, East Sussex, y en la escuela Cranbrook, Kent, de donde se graduó en 1973 y donde se formó como cadete de la Fuerza Aérea Real para pilotear planeadores y aviones con motor. Obtuvo una licenciatura en Ciencias ecológicas de la Universidad de Edimburgo y un doctorado en Biometeorología de la Universidad de Leeds. Sellers se casó con Amanda Lomas, una enfermera de Hebden Bridge, Yorkshire, antes de mudarse a los Estados Unidos. Este matrimonio terminó en divorcio.
En enero de 2016, reveló que le habían diagnosticado cáncer de páncreas en estadio 4. Sellers murió el 23 de diciembre de 2016 a la edad de 61 años.
Sellers apareció en la película documental producida por Leonardo DiCaprio Before the Flood.

## Carrera
Sellers y su esposa abandonaron el Reino Unido en 1982 y se mudaron a los Estados Unidos, donde comenzó su carrera en la NASA como meteorólogo investigador en el Centro de Vuelo Espacial Goddard en Greenbelt, Maryland. El trabajo de Sellers en el campo de la meteorología se centró principalmente en el modelado de sistemas climáticos por computadora, pero mantuvo sus habilidades de piloto de aeronaves. Sellers presentaba anualmente una solicitud para convertirse en astronauta desde 1984, pero su falta de ciudadanía estadounidense era un problema. En 1991 se nacionalizó como ciudadano de los Estados Unidos.

## Carrera en la NASA

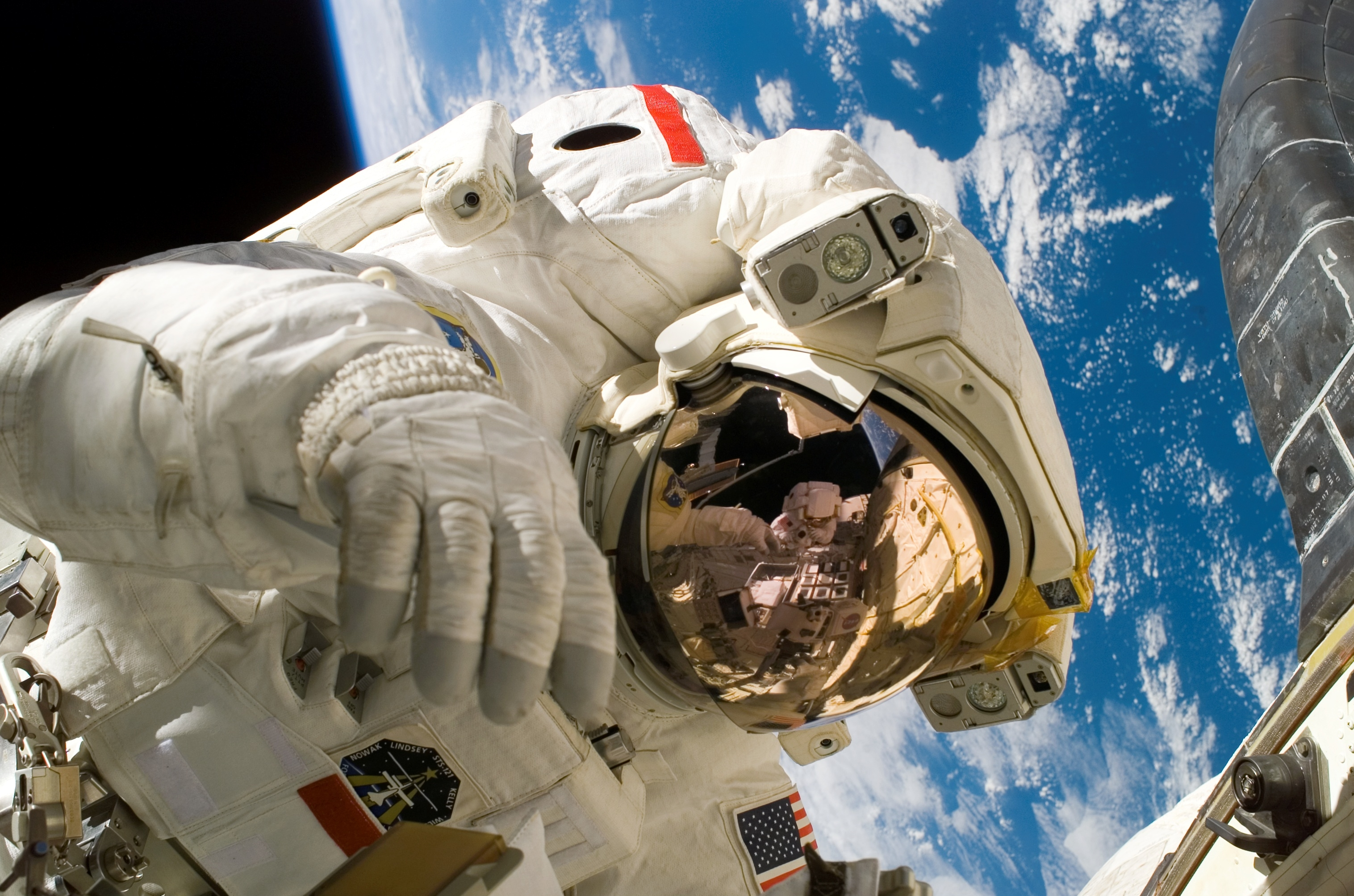
Sellers realizando una caminata espacial durante el STS-121

Sellers fue seleccionado como candidato a astronauta por la NASA en abril de 1996 e ingresó al Centro Espacial Johnson de la NASA en agosto de 1996. Completó dos años de entrenamiento y evaluación, e inicialmente se le asignaron tareas técnicas en la Subdivisión de Soporte Informático de la Oficina de Astronautas, y posteriormente fue asignado en la sucursal de la Astronaut Office Space Station. Durante ese tiempo, trabajó a tiempo parcial en Moscú como enlace técnico en software de computadora de la ISS. Sellers registra más de 559 horas en el espacio, incluidas casi 41 horas de actividad extravehicular (EVA) en 6 caminatas espaciales. Se retiró como astronauta en 2011 y luego se desempeñó como subdirector de ciencias y exploración en el Goddard Space Flight Center de la NASA en Greenbelt, Maryland.

### Experiencia en vuelos espaciales
La misión STS-112 en el transbordador espacial Atlantis (del 7 al 18 de octubre de 2002) fue una misión de montaje de la Estación Espacial Internacional durante la cual la tripulación realizó operaciones conjuntas con la Expedición 5 para entregar e instalar el Armazón S1 (la tercera pieza de la estructura de armazón integrada). Para equipar y activar el nuevo componente, Sellers realizó tres caminatas espaciales y registró un total de 19 horas y 41 minutos de actividad extravehicular. La tripulación también transfirió carga entre los dos vehículos y usó los propulsores del transbordador durante dos maniobras para elevar la órbita de la estación. El STS-112 fue la primera misión del transbordador en usar una cámara en el tanque externo, proporcionando una vista en vivo del lanzamiento a los controladores de vuelo y los televidentes de la NASA. La misión se realizó en 170 órbitas, viajando 7 242 048 de kilómetros en 10 días, 19 horas y 58 minutos.
La misión STS-121 del transbordador espacial Discovery (del 4 al 17 de julio de 2006) fue una misión de prueba de regreso al vuelo y vuelo de ensamblaje a la Estación Espacial Internacional. Durante el vuelo de trece días, la tripulación de Discovery probó nuevos equipos y procedimientos que aumentaron la seguridad de los transbordadores espaciales, y produjo imágenes de alta resolución nunca antes vistas del transbordador durante y después de su lanzamiento el 4 de julio. La tripulación también realizó tareas de mantenimiento en la estación espacial y entregó y transfirió más de 12 700 kilos de suministros y equipos, y a un nuevo miembro de la tripulación de la Expedición 13 a la estación. Sellers y Michael Edward Fossum realizaron tres EVA para probar la extensión del brazo robótico de 15,24 metros como plataforma de trabajo. Quitaron y reemplazaron un cable que proporciona conexiones de alimentación, comando, datos y video al vagón de transporte móvil de la estación. También probaron técnicas para inspeccionar y reparar los segmentos reforzados de carbono-carbono que protegen el cono de la nariz del transbordador y el borde delantero de las alas. La misión STS-121 se llevó a cabo en 306 horas, 37 minutos y 54 segundos.
En este vuelo Sellers llevó un parche de terciopelo con la cimera de la Universidad de Edimburgo al espacio; este parche es del mismo tipo de los que son cosidos a los bonetes utilizados por los estudiantes durante las ceremonias de graduación de la Universidad.

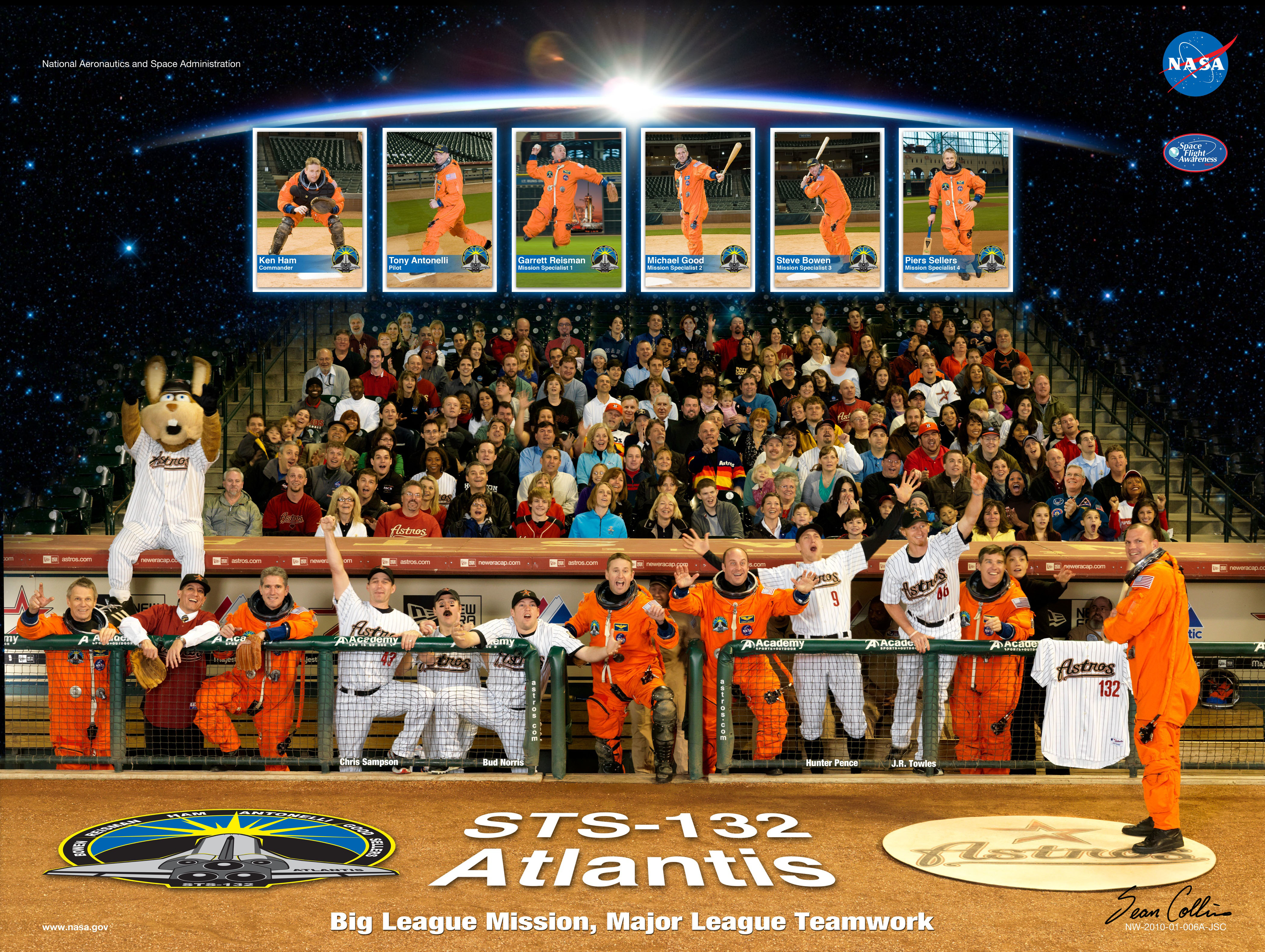
Cartel de la misión STS-132

La misión STS-132 del transbordador espacial Atlantis (del 14 al 26 de mayo de 2010) fue una misión de montaje de la Estación Espacial Internacional. La carga principal fue el Módulo Rassvet de Rusia junto con un Portaequipajes integrado de Despliegue vertical ligero (en inglés Integrated Cargo Carrier-Vertical Light Deployable o ICC-VLD). Esta fue la misión final programada del transbordador espacial Atlantis. Sellers tomó una muestra de madera de cuatro pulgadas del manzano de Isaac Newton, una pieza del árbol original que supuestamente inspiró la teoría de la gravedad de Newton, junto con una imagen de Newton. La madera es parte de la colección de los archivos de la Royal Society en Londres, y fue devuelta después del vuelo. Sellers también tomó un retrato original en acuarela de la Escuela Cranbrook pintado por Brenda Barratt.

## Premios y reconocimientos
- Medalla de Logro Científico Excepcional de la NASA 1994[18]
- Premio Arthur Fleming 1995[18]
- Miembro de la Unión Americana de Geofísica 1996[18]
- Premio Houghton de la Sociedad Americana de Meteorología 1997[18]
- Miembro de la Sociedad Americana de Meteorología 1997[18]
- Sellers fue nombrado Oficial de la Orden del Imperio Británico (OBE) en los Premios de Año Nuevo 2011 por servicios a la ciencia,[19][20] y en junio de 2016 recibió la Medalla de Servicio Distinguido de la NASA.[21]
- En abril de 2017, James Ellis, el almirante retirado de la Marina de los Estados Unidos y presidente de la Junta Directiva de la Fundación Espacial, honró a Sellers póstumamente con el Premio al Logro Espacial General James E. Hill Lifetime.[22]
- En honor a Piers Sellers, el Centro Internacional de Clima Priestley de la Universidad de Leeds otorga el Premio Piers Sellers[23] a una «contribución líder mundial a la investigación climática centrada en soluciones.» Los galardonados incluyen a Joeri Roegelj en 2016 y Felix Creutzig en 2017.